# The Melody at Night, with You
The Melody at Night, with You från 1999 är ett soloalbum med pianisten Keith Jarrett. Det spelades in i Jarretts privata studio under den period han led av kroniskt trötthetssyndrom och är tillägnat hans andra och dåvarande fru, Rose Anne:

## Låtlista
1. I Loves You, Porgy (George Gershwin/Ira Gershwin/DuBose Heyward) – 5:50
2. I Got It Bad and That Ain't Good (Duke Ellington/Paul Francis Webster) – 7:11
3. Don't Ever Leave Me (Jerome Kern/Oscar Hammerstein) – 2:48
4. Someone to Watch Over Me (George Gershwin/Ira Gershwin) – 5:06
5. My Wild Irish Rose (trad) – 5:21
6. Blame it on My Youth / Meditation (Oscar Levant/Edward Heyman/Keith Jarrett) – 7:20
7. Something to Remember You By (Howard Dietz/Arthur Schwartz) – 7:15
8. Be My Love (Nikolaus Brodsky/Sammy Cahn) – 5:39
9. Shenandoah (trad) – 5:52
10. I'm Through with Love (Joseph Livingston/Matty Malneck/Gus Kahn) – 2:57

## Medverkande
- Keith Jarrett – piano